# Бродський Соломон Йосипович
Соломон Йосипович Бро́дський (нар. 21 грудня 1921, Київ) — український графік; член Спілки радянських художників України. Заслужений художник України з 1992 року. Брат графіка Бориса Бродського, батько графіка Давида Бродського.

## Біографія
Народився 21 грудня 1921 року у місті Києві. Брав участь у німецько-радянській війні. Нагороджений орденами Червоної Зірки (9 травня 1945), Вітчизняної війни ІІ ступеня (6 квітня 1985); медалями «За бойові заслуги» (8 червня 1944), «За перемогу над Німеччиною» (9 травня 1945), «За взяття Берліна» (9 червня 1945), «За визволення Праги» (9 червня 1945). Член ВКП(б) з 1944 року.
Жив у Києві в будинку на вулиці Шота Руставелі, № 31, квартира № 3. Виїхав за кордон.

## Творчість
Працював в галузі промислової та книжкової графіки, плаката, медальєрного мистецтва. Оформляв рекламні
каталоги, проспекти, буклети до республіканських, всесоюзних та міжнародних промислових виставок у Києві, Москві, Брюсселі, Марселі, Загребі (1954—1968), створював плакати, емблеми. Серед робіт:
- медаль Міжнародної виставки птахівництва в Києві (1966);
- плакат та емблема «Дні Чехословацької Соціалістичної Республіки в Українській РСР» (1969);

художнє оформлення книжок
- «Ако за госіііо ргіаіеі'зіуо па уеспе сазу» (Братислава, 1959);
- «Чорна металургія України» (Київ, 1960).

Брав участь у республіканських виставках з 1962 року, всесоюзних — з 1963 року, зарубіжних — з 1958 року.